# Rose de Cherbourg
La zone de la Rose de Cherbourg est une promenade urbaine suspendue inaugurée en septembre 2023 dans le quartier de la Défense.
Située au-dessus de l'échangeur routier et autour de la tour Hekla, cette zone comprend également une zone de jeux pour enfants.
Elle est inspirée de la High Line de New York.
Son nom provient du fait que la structure enjambe la Nationale 13 qui relie Paris, depuis la Porte Maillot, à Cherbourg (Manche).